# Phaonia dianxiia
Phaonia dianxiia är en tvåvingeart som beskrevs av Li och Xue 2001. Phaonia dianxiia ingår i släktet Phaonia och familjen husflugor.
Artens utbredningsområde är Yunnan (Kina). Inga underarter finns listade i Catalogue of Life.